# Авни Доши
Авни Доши (енгл. Avni Doshi, рођена 1982, Њу Џерси) је америчка књижевница која тренутно живи у Дубаију. 
Рођена је у Њу Џерсију као дете имигранта из Индије.  Дипломирала је историју уметности на Barnard College у Њујорку, а магистрирала историју уметности на Лондонском универзитетском колеџу.  Њен дебитантски роман Girl in White Cotton (Девојка у белом памуку) објављен је у Индији 2019. Године 2020. објављен је у Уједињеном Краљевству под насловом Burnt Sugar (Загорели шећер). Роман је ушао у ужи избор за Букерову награду 2020. 

## Лични живот
Доши је одрасла у Форт Лију у Њу Џерсију, али је често проводила зиму у Пуни, Индија, где је живела породица њене мајке. Живела је у Индији седам година током својих средњих двадесетих, где је радила као кустос у разним уметничким галеријама (као што су "Latitude 28" у Делхију и "Art musings" у Мумбаију). 
Удата је и са супругом и двоје деце тренутно живи у Дубаију. 

### Роман
- Girl in White Cotton,  2019, Индија
- Burnt Sugar, 2020, Уједињено Краљевство

### Новинарство
- „A Feast of Love”. Harper's Bazaar India. св. 4 бр. 4 (May 2017 изд.). стр. 98.
- „Open Road”. Harper's Bazaar India. св. 4 бр. 6 (July–August 2017 изд.). стр. 127.
- „On finding dignity in failure”. Elle India. 13. 3. 2018.
- „Write Choice”. Elle India. св. 25 бр. 9 (September 2019 изд.). стр. 94—95.
- „Free Style”. Harper's Bazaar India. св. 6 бр. 6 (November 2019 изд.). стр. 113.
- „How Sense Writing Helped Me Overcome Writer's Block”. The Curious Reader. 23. 11. 2019.[мртва веза]
- Doshi, Avni; Roy, Devapriya (24. 5. 2020). „Two writers speak of returning to life once the pandemic is behind us”. The Indian Express.
- „How does a lover of designer clothes cope when she no longer fits into them? Booker prize nominee Avni Doshi writes about how pregnancy triggered a wardrobe identity crisis”. Style. Times Newspapers Ltd. 13. 9. 2020. стр. 98—99.